# سیارک ۲۰۲۸۸
سیارک ۲۰۲۸۸ (به انگلیسی: 20288 Nachbaur، نامگذاری:1998FR62) بیست هزار و دویست و هشتاد و هشتمین سیارک کشف شده‌است که در ۲۰ مارس ۱۹۹۸ کشف شد.
قدر مطلق سیارک برابر ۹.۸ است.